# 大埔秤星树
大埔秤星树（学名：Ilex asprella var. tapuensis）为冬青科冬青属下的一个变种。

## 扩展阅读
- 維基物種上的相關：大埔秤星树